# Mary Ruth Manning
Mary Ruth Manning oder May Manning (* 1853 in Dublin; † 27. Januar 1930 ebenda) war eine irische Landschaftsmalerin und Lehrerin für Malerei, bei der eine Reihe irischer Künstlerinnen das Malen erlernten.

## Leben

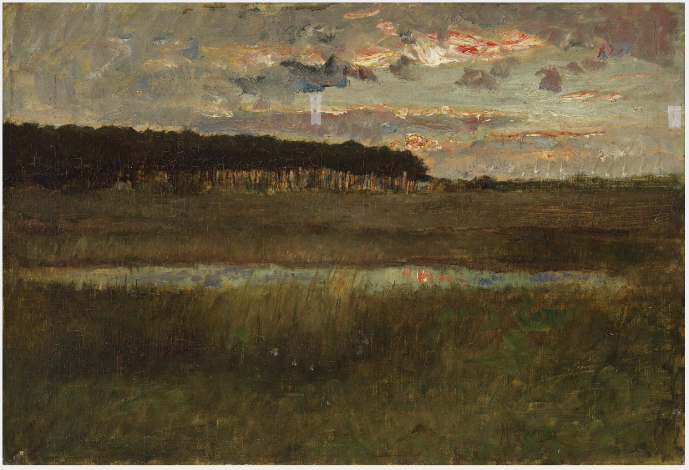
A Landscape with a Setting Sun, Öl auf Leinwand, 41 × 56 cm, National Gallery of Ireland

Manning wurde als zweite Tochter des Ingenieurs Robert Manning  und Susanna Manning (geborene Gibson) geboren. Abgesehen von einer Zeit, in der sie von 1889 bis 1892 in Hampstead, London, lebte, wohnte Manning ab 1880 im Haus der Familie am Ely Place. Weder Manning noch ihre Schwestern heirateten und lebten bis nach dem Tod ihres Vaters 1897 in Ely Place und danach in der Winton Road, Lesson Park. Dort starb sie 1930.
Manning studierte in den 1870er Jahren in Paris bei Louise-Cathérine Breslau und Sarah Purser. Sie arbeitete hauptsächlich in Öl und Aquarell.  Manning ist vor allem für ihren Einfluss auf eine Reihe irischer Künstlerinnen jener Zeit bekannt. Sie und ihre Schwestern gaben in einem Atelier Kunstunterricht für junge Frauen, die in die Royal Hibernian Academy (RHA) eintreten konnten, und viele von ihnen ermutigte sie, in Paris zu studieren. Zu den Künstlerinnen, die sie unterrichtete und beeinflusste, gehören Clare Marsh, Mary Swanzy und Mainie Jellett. Ihre Lehrtätigkeit nahm den größten Teil ihrer Zeit in Anspruch, was dazu führte, dass sie ihre eigenen Werke nur selten ausstellte. Von 1880 bis 1892 wurden ihre Werke von der Royal Birmingham Society of Artists, der Walker Art Gallery, der Royal Hibernian Academy und in Brüssel ausgestellt. Manning wurde 1885 Mitglied des Dublin Sketching Club.

## Werke
Das Ölgemälde einer Landschaft mit untergehender Sonne wird in der National Gallery of Ireland gezeigt, ihre Study of a boy gehört der Sammlung der Hugh Lane Gallery.